# LAME
LAME — свободное приложение для кодирования аудио в формат MP3 (MPEG-1 audio layer 3). Имя LAME — это рекурсивный акроним для LAME Ain’t an MP3 Encoder (LAME — это не MP3-кодировщик), относящийся к ранней истории LAME, когда он не был кодером в полной мере, а входил в демонстрационный код ISO.
По результатам прослушивания, проведённого Роберто Аморимом в 2004 году, LAME создаёт наилучшие по качеству MP3-файлы для средних битрейтов от 128 кбит/с и выше. При публичном прослушивании в 2004 году MP3-файлы 128 кбит/с, сжатые при помощи LAME, показали наиболее близкое звучание к исходному (несжатому) аудио по сравнению с другими кодеками.

## Распространение
LAME распространяется разработчиками исключительно в виде исходных кодов, которые можно скомпилировать в готовую программу. Или можно скачать скомпилированную версию на сайте одного из многих сторонних разработчиков, включающих LAME в свои продукты или использующих в них код LAME.

## Проблемы с законом
LAME пережил некоторые трудности, связанные с патентом Fraunhofer на алгоритмы, используемые при MP3-сжатии, включая  патент США № 5579430 и иностранные аналоги. Эти патенты были получены, чтобы предотвратить создание MP3-кодека без выплаты лицензионных отчислений Fraunhofer, что практически довольно трудно сделать для открытой программы, пользователи которой живут в десятках стран, многие из которых не признают патенты на алгоритмы.
Некоторое время LAME был просто набором патчей на демонстрационный код ISO, который распространялся отдельно, отсюда имя «Ain’t an Encoder». Код ISO имел ограничивающую лицензию, но был доступен без оплаты. Однако в мае 2000-го разработчики проекта LAME заменили последний код ISO, и с тех пор LAME — полностью новая реализация, доступная под лицензией LGPL; компиляция последних версий LAME больше не требует исходников ISO.
Разработчики LAME, однако, заявляют, что их код теперь существует только в форме исходников, «исходный код рассматривается как речь, которая может содержать описание патентованных технологий. Описания патентов находятся в общественном пользовании».
23 апреля 2017 года Fraunhofer Institute for Integrated Circuits IIS — разработчик формата MP3, объявил о прекращении лицензионных отчислений в его отношении. Таким образом, с этого дня сняты все ограничения на распространение LAME по всему миру.
Программное обеспечение LAME лицензировано под GNU Lesser General Public License (LGPL). В ноябре 2005-го появились сообщения о том, что программное обеспечение Extended Copy Protection, включённое в некоторые компакт-диски SONY, содержит части библиотеки LAME в нарушение условий LGPL.

## LAME-совместимые системы
- CDex — Windows аудиограббер с открытым исходным кодом для дисков CD-ROM, который может использовать LAME.
- EZ CD Audio Converter
- Exact Audio Copy (EAC) — Windows аудиограббер для дисков CD-ROM, который может использовать LAME.
- Lame Front-End — оболочка для Windows (чуть ли не все известные настройки кодека LAME)
- Sound Normalizer — включает в себя LAME.
- LAME GUI / BeSweet GUI — ещё одна оболочка под Windows
- Lamedrop, лёгкая в использовании оболочка LAME под Windows, подобная OggDrop
- RazorLame (прежде RazorBlade) — оболочка для Microsoft Windows с интерфейсом для исполняемого с командной строки LAME.
- winLAME — другая оболочка для Windows
- LAMExplorer — ещё одна оболочка для Windows
- Grip — оболочка для использования с GNOME (Linux)
- iTunes-LAME — оболочка, которая объединяет LAME с iTunes на Mac OS X.
- LameBatch - функционально устаревшая оболочка для кодирования, использовавшаяся в конце 90-х годов.